# Enicospilus venezuelanus
Enicospilus venezuelanus là một loài tò vò trong họ Ichneumonidae.